# Ginásio da Universidade de Ciência e Tecnologia de Pequim

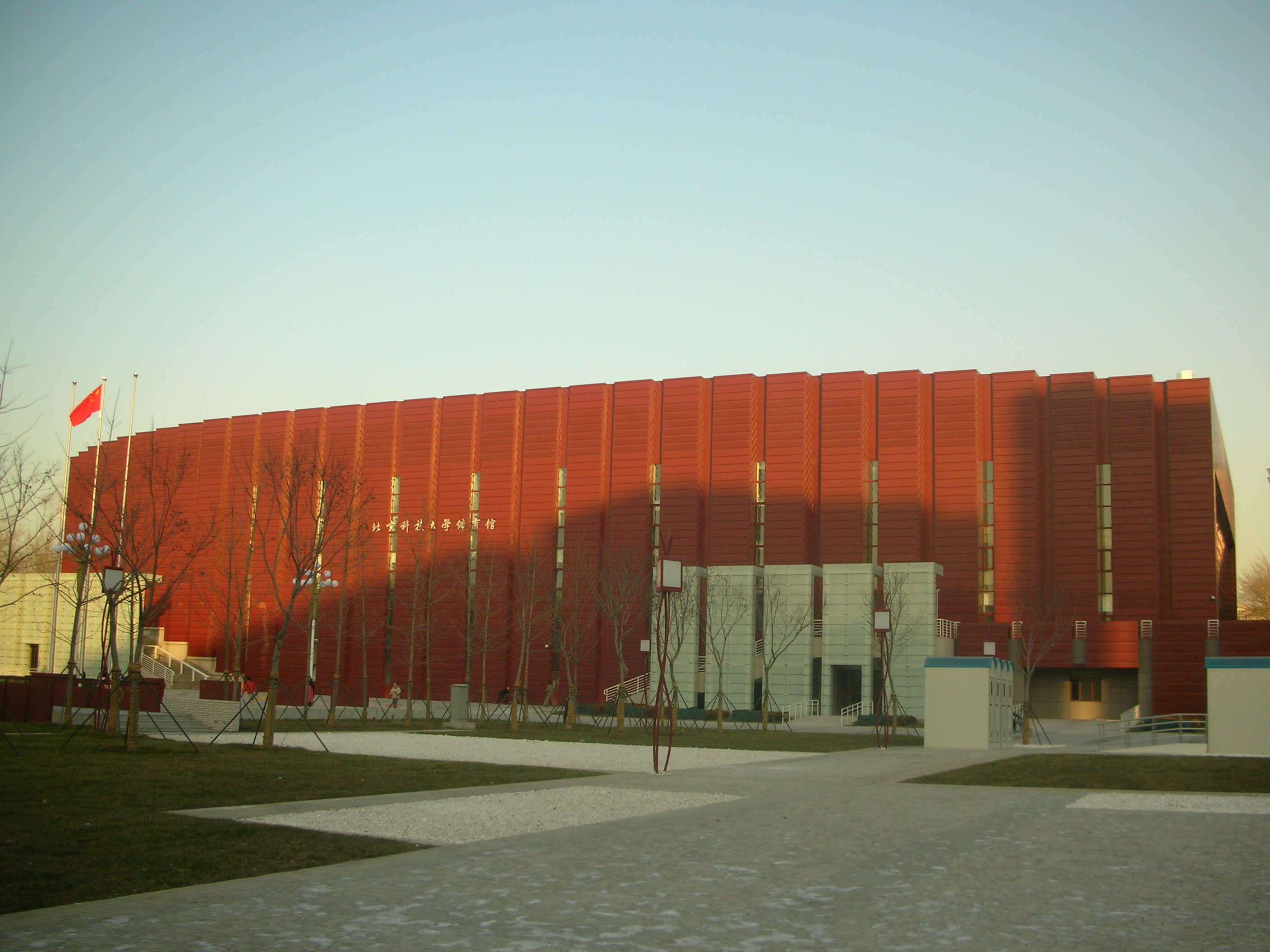
Ginásio da Universidade de Ciência e Tecnologia de Pequim

O Ginásio da Universidade de Ciência e Tecnologia de Pequim é uma arena indoor localizada no campus da Universidade de Ciência e Tecnologia de Pequim. O local ocupa uma área total de 2,38 hectares e construída de 24.662 m². O ginásio possui 8.024 lugares, dos quais 3.956 são temporários. A construção começou em 18 de outubro de 2005 e foi finalizada em agosto de 2007.
Nos Jogos Olímpicos de Verão de 2008, o ginásio sediou as competições de judô e taekwondo. Após os Jogos, o ginásio serve para sediar competições esportivas, apresentações artísticas e atividades culturais, e continua servindo ao campus.